# تپه اطراف شهر سوخته ۲۷۴
تپه اطراف شهر سوخته ۲۷۴ مربوط به هزاره دوم و ۳ قبل از میلاد است و در شهرستان زابل، بخش شیب آب، دهستان لوتک، روستای حومه شهر سوخته، ۱/۵ کیلومتری جنوب غرب پایگاه باستان‌شناسی شهر سوخته واقع شده و این اثر در تاریخ ۲۸ اسفند ۱۳۸۵ با شمارهٔ ثبت ۱۸۹۹۰ به‌عنوان یکی از آثار ملی ایران به ثبت رسیده است.